# Michele Puccini
Michele Puccini (Lucca, 27 novembre 1813 – Lucca, 23 gennaio 1864) è stato un compositore italiano del XIX secolo.

## Biografia
Il padre Domenico morì quando Michele aveva due anni, fu quindi il nonno Antonio a prendersi cura della sua formazione letteraria e filosofica. Studiò pianoforte e armonia con Domenico Fanucchi e contrappunto con Marco Santucci. 
Nel 1834, dopo aver ottenuto un sostegno economico dal reverendo Stefano Cheli, Michele si recò a Bologna per perfezionarsi con Giuseppe Pilotti. Nel 1839 si trasferì al conservatorio di Napoli. 
Tornato a Lucca, fu direttore dell'orchestra della corte ducale e organista presso la Cattedrale di San Martino. 
Nel 1843 fu nominato ispettore onorario dell'Istituto musicale fondato da Giovanni Pacini. Nel corso degli anni fu titolare di varie cattedre tra le quali quella di "armonia teorico-pratica", nel 1846, e di "composizione e contrappunto". Dal novembre 1862 fu direttore dell'istituto. 
Tra i suoi allievi ebbe Carlo Angeloni e il cognato Fortunato Magi. 
Scrisse un trattato di armonia (andato perduto) e un "Corso pratico di contrappunto" (1846). 
Fu il primo storico della musica lucchese.     
Fu il padre di Giacomo Puccini.     
Morì improvvisamente il 23 gennaio 1864. A pronunciare l’orazione funebre fu Giovanni Pacini.      

## Vita privata
Nel 1850 sposò Albina Magi (2 novembre 1830-17 luglio 1884); dal matrimonio nacquero Otilia (23 gennaio 1851-9 marzo 1923), Tomaide (14 aprile 1852-24 agosto 1917), Temi o Zemi (5 ottobre 1853-1854), Nitteti (27 ottobre 1854-3 giugno 1928), Iginia (19 novembre 1856-2 ottobre 1922), Giacomo, il famoso operista, (22 dicembre 1858-29 novembre 1924), Ramelde (18 dicembre 1859-8 aprile 1912), Macrina (13 settembre 1862-4 gennaio 1870) e Michele (19 aprile 1864-12 marzo 1891). 

## Opere
Michele scrisse quasi esclusivamente musica ecclesiastica. Compose messe e salmi per i grandi organici. Si ricorda il Mottettone con piena orchestra composto nel 1845 circa un secolo dopo il Mottetto di suo bisnonno Jacopo che lui stesso aveva riproposto nel 1833. 
Per la visita a Lucca di papa Pio IX scrisse l'Ecce sacerdos magnus a 32 voci reali. Scrisse anche un'opera, Giambattista Cattani. Ci sono poi abbozzi di un Antonio Foscarini, forse l'opera che avrebbe voluto far rappresentare al Teatro del Giglio nel 1842, e qualche composizione strumentale, tra cui un Concertone per 5 strumenti e grande orchestra.